# Шестаков, Сергей Николаевич (футболист)
Сергей Николаевич Шестаков (30 октября 1961, Ставрополь) — советский и российский футболист, защитник, полузащитник; тренер.
Окончил факультет физического воспитания Ставропольского государственного педагогического института(1982—1988), высшую школу тренеров (1997—1998).

## Биография
Воспитанник ставропольского «Динамо», в команде провёл бо́льшую часть карьеры — 13,5 сезонов в 1979—1986, 1989—1991, 1993, 1994—1995 годах сыграл 358 матчей, забил 6 голов в первенствах СССР и России. Также выступал за клуб «Даугава» Рига (1987—1988).
В начале 1992 года заключил контракт с польской «Легией». Вместе с командой стал серебряным призёром чемпионата Польши в сезоне 1992/93. Вместе с этим, по собственному признанию, всегда был готов прийти на помощь родной команде из Ставрополя. Зная, что команда находится на грани вылета в чемпионате России 1993, принял решение прервать контракт с «Легией», который еще действовал год, и вернуться в «Динамо». Руководство «Легии» согласилось отпустить защитника только после того, как он отказался от премиальных за выигранные серебряные медали чемпионата Польши. Всего за «Легию» за 1,5 года провел 37 матчей, забил 2 мяча.
В 1994 году провел сезон в «Лада» Тольятти, после чего завершил карьеру игрока.
В 1995 году — играющий тренер дубля ставропольского «Динамо», выступавшего в третьей лиге. В 1996—1997 — тренер «Динамо» (Ставрополь), в 1997 — генеральный директор «Торпедо» Георгиевск, в 1998 — тренер в ярославском «Шиннике», в 1998—1999 — главный тренер «Бештау» Лермонтов, в 2000—2001 — тренер «КАМАЗа» Набережные Челны, с июля 2001 — главный тренер владивостокского «Луча», в 2002—2003 — старший тренер команд U-16 и U-17 в ДЮСШ ПФК ЦСКА,.
В мае 2003 — июне 2004 — главный тренер «Носты» Новотроицк, с августа 2004 — главный тренер «Жемчужины» Будённовск, в июле 2005 — главный тренер московского «Титана», в 2006 — главный тренер команды первой лиги Казахстана «Цесна-д» Алма-Ата в 2007—2010 — тренер-селекционер ЦСКА, в 2011—2012 — спортивный директор ФК «Астана», Казахстан, с 2013 — спортивный директор Академии футбола имени Юрия Коноплёва, в 2016 — тренер калининградской «Балтики», в 2017 — главный тренер команды 2002 г. д. в СШОР «Химки».
Сын Кирилл (род. 1985) также футболист.